# Chanodichthys dabryi
Chanodichthys dabryi е вид лъчеперка от семейство Шаранови (Cyprinidae). Видът не е застрашен от изчезване.

## Разпространение и местообитание
Разпространен е в Китай и Русия.
Обитава сладководни басейни и реки.

## Описание
На дължина достигат до 42 cm, а теглото им е максимум 700 g.
Популацията на вида е намаляваща.